# Чилдиран
Чилдиран (азерб. Çıldıran) — село у Кельбаджарському районі Азербайджану. Село розташоване на високоякісній трасі «Північ — Південь» між селами Кічан та Погосаґомер.

## Пам'ятки
В селі розташована церква «Ахперкані наатак» 17 ст., цвинтар 18-19 ст., хачкар 12-13 ст., селище «Севакарер» — середньовіччя та гробниці 2-1 тисячоліття до н. е.